# Lohnsteuerhilfeverein
Ein Lohnsteuerhilfeverein ist eine Selbsthilfeeinrichtung von Arbeitnehmern für Arbeitnehmer zur Hilfeleistung in Lohnsteuersachen und in speziellen Einkommensteuerveranlagungsfällen (§ 13 StBerG). Sie wurden auf Betreiben der Gewerkschaften im Jahr 1964 geschaffen. Ziel des Gesetzgebers ist es, dass Arbeitnehmern unabhängig von der Höhe des Einkommens eine steuerliche Beratung zu angemessenen Kosten erhalten können.

## Leistungen
Die Leistungen der Lohnsteuerhilfevereine sind die steuerliche Beratung des Mitgliedes, nämlich die Erstellung der Einkommensteuererklärung oder eines Lohnsteuerermäßigungsantrags einschließlich der Versendung an das zuständige Finanzamt, die Berechnung des Erstattungs- oder Nachzahlungsbetrages, Überprüfung der Steuerbescheide, die Einlegung von Einsprüchen und die Klage vor dem Finanzgericht. Mit dem Mitgliedsbeitrag sind alle Leistungen abgegolten. Die Mitgliedsbeiträge sind häufig sozial gestaffelt.
Im Gegensatz zu Steuerbevollmächtigten, Steuerberatern und Steuerberatungsgesellschaften dürfen Lohnsteuerhilfevereine nach § 4 Nr. 11 StBerG nur begrenzte Hilfe in Steuersachen leisten. Sie beraten ihre Mitglieder bei:
- Einkommensteuererklärung
- Kindergeld (Beratung und Antragstellung)
- Eigenheimzulage mit Kinderzulage (Beratung und Antragstellung)
- Altersvorsorgezulage (Berechnung und Antragstellung)
- Investitionszulage (Beratung und Antragstellung nach §§ 3 und 4 des InvZulG 1999)
- Lohnsteuerermäßigung (Antragstellung)
- Freistellungsauftrag (bei Einnahmen aus Kapitalvermögen)
- Steuererstattungshöhe (Berechnung)
- richtige Steuerklasse (Beratung bei der Wahl)
- Steuerbescheide (Prüfung auf rechnerische und sachliche Richtigkeit)
- Rechtsmittelprüfung (bis zur Klage vor dem Finanzgericht bei offensichtlich falschem Steuerbescheid).

Bei der Einkommensteuererklärung werden sie ausschließlich tätig bei:
- Einkünften aus nichtselbständiger Arbeit,
- Renten, Versorgungsbezügen und
- Unterhaltsleistungen oder
- selbst genutztem Wohneigentum

Im Rahmen dieser Tätigkeit darf auch hinsichtlich folgender Einkunftsarten beraten werden:
- Einkünften aus Kapitalvermögen,
- Einkünften aus Vermietung und Verpachtung
- sonstige Einkünfte.

Die Einnahmen aus diesen drei Einkunftsarten dürfen dabei jedoch 18.000 Euro bei der Einzelveranlagung und 36.000 Euro bei der Zusammenveranlagung von Ehegatten nicht übersteigen. Bei Einkünften aus Land- und Forstwirtschaft, aus Gewerbebetrieb oder aus selbständiger Arbeit dürfen Lohnsteuerhilfevereine nicht beraten.

## Beratungsstellen
Die Lohnsteuerhilfevereine werden durch die zuständige Aufsichtsbehörde (Oberfinanzdirektion oder die durch die Landesregierung bestimmte Landesfinanzbehörde) anerkannt und überwacht (§ 15 Abs. 1 StBerG). Sie prüft die persönliche und fachliche Eignung der Beratungsstellenleiter. Die Voraussetzungen für die Eignung der Beratungsstellenleiter sind in § 23 Abs. 3 StBerG festgelegt.
Die Lohnsteuerhilfevereine sollten auf die fachliche Weiterbildung ihrer Beratungsstellenleiter achten. Zahlreiche Lohnsteuerhilfevereine unterziehen ihre Beratungsstellenleiter einer jährlichen Prüfung sowie einer durch einen externen Prüfungsverband abgelegten Sonderschulung mit Prüfung.
Die Vertretung nach außen ist in den jeweiligen Satzungen der Lohnsteuerhilfevereine geregelt. Im Regelfall gibt es zwei Beschäftigungsmodelle in Lohnsteuerhilfevereinen. Es gibt Vereine, in denen es ausschließlich selbständige Beratungsstellenleiter gibt. Zudem gibt es (wenige) Vereine, in denen die Beratungsstellenleiter fest im Verein angestellt sind.

## Gesetzliche Rahmenbedingungen
Bei der Ausübung ihrer Hilfeleistung sind Lohnsteuerhilfevereine an die gesetzlichen Vorschriften des Steuerberatungsgesetzes gebunden. Sie haben ihre Hilfe sachgemäß, gewissenhaft und verschwiegen auszuüben und weiterhin zur Absicherung der Vereinsmitglieder kraft Gesetzes eine Berufshaftpflichtversicherung für eventuelle Vermögensschäden abzuschließen.
In den folgenden Vorschriften ist die Anerkennung und die Tätigkeit von Lohnsteuerhilfevereinen geregelt:
- das Steuerberatungsgesetz (StBerG).
- die Verordnung zur Durchführung der Vorschriften über die Lohnsteuerhilfevereine (DVLStHV).

Die Vertretung der Interessen der Lohnsteuerhilfevereine und der einkommensteuerlichen Belange der Arbeitnehmer wird durch den Bundesverband Lohnsteuerhilfevereine e. V. (BVL) wahrgenommen. Der BVL ist zum 1. Januar 2017 durch Fusion der bisherigen Dachverbände Bundesverband der Lohnsteuerhilfevereine und Neuer Verband der Lohnsteuerhilfevereine entstanden.

## Großvereine
| Lohnsteuerhilfeverein                      | Anzahl    |
| ------------------------------------------ | --------- |
| Vereinigte Lohnsteuerhilfe e. V.           | 1.200.000 |
| Lohnsteuerhilfe Bayern e. V.               | 700.000   |
| Steuerring (Lohnsteuerhilfeverein) e. V.   | 400.000   |
| Aktuell Lohnsteuerhilfeverein e. V.        | 300.000   |
| Lohnsteuerhilfe Baden-Württemberg e. V.    | 185.000   |
| Altbayerischer Lohnsteuerhilfeverein e. V. | 100.000   |
| Lohnsteuerhilfeverein HILO e. V.           | 100.000   |